# (21388) Moyanodeburt
(21388) Moyanodeburt (1998 FJ25) – planetoida z pasa głównego asteroid okrążająca Słońce w ciągu 3,39 lat w średniej odległości 2,25 j.a. Odkryta 20 marca 1998 roku.